# میرزا سلمان جابری اصفهانی
میرزا سلمان جابری اصفهانی (درگذشته ۹۹۱ قمری برابر با ۱۵۸۳ میلادی) از سیاستمداران و شاعران عصر صفوی و وزیر شاه اسماعیل دوم و شاه محمد خدابنده بود. وی در تاریخ ۲۶ ربیع‌الاول ۹۸۵ قمری به وزارت شاه اسماعیل دوم برگزیده شد. وی همچنین پیش از منصب وزیری شاه اسماعیل دوم، ناظر بیوتات سلطنتی بود. پس از قتل شاه اسماعیل دوم، وی با اجازه پریخان خانم به سرعت خود را از قزوین به شیراز رساند و با نفوذ در شاه محمد خدابنده و خیرالنساءبیگم دوباره مقام وزارت را به دست آورد و لقب اعتمادالدوله گرفت. پس از قتل خیرالنساءبیگم از آنجا که شاه محمد خدابنده بینایی ضعیفی داشت، اختیار امور کشور به دست کشندگان خیرالنساءبیگم و میرزا سلمان جابری اصفهانی افتاد.

## جنگ چلدر
در نبرد چلدر (۱۵۷۸ میلادی) پس از رسیدن خبر حرکت مصطفی پاشا و حمله سپاه تاتار، شاه محمد خدابنده با مشاوره میرزا سلمان جابری اصفهانی و دیگر امرای قزلباش، نامه‌ای صلح‌آمیز به سلطان مراد سوم نوشت. در این جنگ پیش از تصرف شروان توسط ایران، چون در همان اوان به فرمان سلطان عثمانی گروهی از سپاهیان تاتار نیز از طرف محمدگرای خان به کمک قوای عثمانی به شروان تاخته و گروهی از سرداران و سپاهیان قزلباش را کشته بودند، میرزا سلمان جابری اصفهانی با چند نفر از سران لشکر مأمور شدند که به شروان بروند و سپاه عثمانی و تاتار را از آنجا به عقب برانند که توفیقی حاصل نکردند.

## ورود امرای تاتار به شروان
پس از ورود شاه محمد خدابنده به تبریز، وقتی خبر رسید محمدگرای خان سردار تاتار، به منظور گرفتن انتقام خون برادر خود عادل‌گرای خان، چند تن از دیگر برادران خویش را به جانب شروان فرستاده‌است، مقرر شد که میرزا سلمان جابری اصفهانی با امیرخان موصلوی ترکمان (امیرالامرای آذربایجان) و جمعی از سرداران و سواران قزلباش برای جلوگیری از حرکت سپاه تاتار به شروان بروند ولی پیش از آنکه سپاه ایران به قره‌باغ رسد، امرای تاتار به شروان وارد شدند و به سبب تعداد بیشتر بر حکمران ایرانی آنجا پیروز شدند و سراسر شروان را غارت کردند و گروهی از زنان و کودکان را به اسیری گرفتند. میرزا سلمان جابری اصفهانی و قزلباشان چون به شروان رسیدند، به علت اختلافات گوناگون، تفرقه و دشمنی که در میان امرای قزلباش وجود داشت، کاری از پیش نبردند و به تبریز بازگشتند.

## محاصره قلعه نیشابور
محاصره قلعه نیشابور نبردی بود که در سال ۱۵۸۱ میلادی و مابین دو سپاه یکی به فرماندهی مرتضی قلی‌خان پرناک ترکمان و درویش محمدخان روملو و به حمایت حکومت مرکزی صفویه (شاه محمد خدابنده و میرزا سلمان جابری اصفهانی) و دیگری به فرماندهی علی‌قلی‌بیگ گورکان شاملو و مرشد قلی‌خان سلطان استاجلو و به حمایت عباس میرزا (بعداً شاه عباس یکم) روی داد. در این نبرد، شاه محمد خدابنده هم به تشویق میرزا سلمان جابری اصفهانی و امیرخان موصلوی ترکمان (بیگلربیگی آذربایجان) و سایر سران تکلو و ترکمان مصمم شد لشکری به خراسان روانه کند و مرتضی قلی‌خان پرناک ترکمان را در مقابل طرفداران پسرش (عباس میرزا بعداً شاه عباس یکم) تقویت کند.

## تعیین همسران ولیعهد
میرزا سلمان جابری اصفهانی برای نزدیکی به خانواده سلطنتی، دختر خود را به عقد حمزه میرزا (ولیعهد) درآورد. اما سران قزلباش با این ازدواج مخالف بودند. حمزه میرزا همچنین به صلاح دید میرزا سلمان جابری، با دخترانی به نام‌های کاخت و کارتل به ترتیب فرزندان الکساندرخان و سیمون‌خان (امرای گرجستان) نیز، ازدواج کرد.

## محاصره قلعه تربت
محاصره قلعه تربت نبردی بود که در سال ۱۵۸۲ میلادی و مابین دو سپاه یکی حکومت مرکزی صفویه (شاه محمد خدابنده) و دیگری به فرماندهی علی‌قلی‌بیگ گورکان شاملو و مرشد قلی‌خان سلطان استاجلو و به حمایت عباس میرزا (بعداً شاه عباس یکم) روی داد. در این نبرد قلعه تربت توسط شاه محمد خدابنده محاصره شد. نتیجه نبرد و محاصره قلعه تربت، مصالحه ظاهری مرشد قلی‌خان سلطان استاجلو و شاه محمد خدابنده بود. میرزا سلمان جابری اصفهانی در این جنگ از فرماندهان سپاه شاه محمد خدابنده بود.

## جنگ تیرپل
نبرد تیرپل رزمی بود که در سال ۱۵۸۳ میلادی و مابین دو سپاه یکی حکومت مرکزی صفویه (شاه محمد خدابنده) به فرماندهی میرزا سلمان جابری اصفهانی و حمزه میرزا و دیگری به فرماندهی علی‌قلی‌بیگ گورکان شاملو و به حمایت عباس میرزا (بعداً شاه عباس یکم) روی داد. در این نبرد قلعه هرات توسط شاه محمد خدابنده محاصره شد. نتیجه نبرد و محاصره قلعه هرات، مصالحه علی‌قلی‌بیگ گورکان شاملو و شاه محمد خدابنده بود.

## مرگ
قدرت طلبی میرزا سلمان جابری اصفهانی و کوتاه کردن دست امرای قزلباش از قدرت و تفرقه انداختن در میان سران و امرای قزلباش، باعث شد سران قزلباش طی توطئه‌ای وی را در باغ زاغان هرات (در خلال محاصره هرات در نبرد تیرپل) به قتل برسانند. نوشته‌اند هنگامی که سرداران قزلباش در کشتن میرزا سلمان جابری اصفهانی اصرار داشتند، این شعر را سرود:
| این همه غوغا برای کشتن ما بهر چیست |  | در ازل ما کشتهٔ عشقیم غوغا بهر چیست |